# Sofienberg kirke
Sofienberg kirke ligger på Sofienberg i Oslo, med adresse Rathkes gate 18.
Den er en treskibet langkirke i tegl fra 1877. Kirken havde oprindelig ca. 1000 pladser, men i dag er der cirka 500 siddepladser. Altertavlen, som viser Kristus på korset, er malt af Otto Sinding i 1879. Kirken har glasmalerier ved hovedindgangen, af Maria Vigeland (1951) og på sydvæggen, af Enevold Thømt (1920). Orgelet fra 2014 fra det tyske orgelbyggerfirma Eule har 42 stemmer. Kirken er kendt for at have god akustik og er en attraktiv koncertarena i Oslo Øst. 
Kirken hed oprindelig Paulus kirke og blev bygget til Paulus menighed. Da Paulus kirke på Grünerløkka stod færdig i 1892, blev menigheden delt og kirken og menigheden fik navnet Petrus indtil navnet i 1962 blev ændret til Sofienberg. 
Kirken ligger i Sofienbergparken. Parken var fra 1858 kirkegård. Kirkegården blev nedlagt vest for kirken i 1920, øst for kirken i 1931. 
Indenfor menighedsgrænserne boede der 11063 mennesker 1. januar 2005.

## Kulturminde
Sofienberg kirke er et kulturminde og har nummer 85508 i Riksantikvarens kulturmindebase.
59°55′21″N 10°45′58″Ø / 59.9225°N 10.7661°Ø